# James McMillan
James McMillan (Hamilton, 1838. május 12. – Manchester-by-the-Sea, 1902. augusztus 10.) az Amerikai Egyesült Államok szenátora (Michigan, 1889–1902).